# SuperLiga Norte-Americana 2009
SuperLiga Norte-Americana 2009 foi a terceira edição da Superliga Norte-Americana, e teve como campeão o Tigres UANL do México.

## Grupo A
| Time         | J | V | E | D | GP | GC | SG | Pts |
| ------------ | - | - | - | - | -- | -- | -- | --- |
| UANL         | 3 | 2 | 0 | 1 | 5  | 5  | 0  | 6   |
| Chicago Fire | 3 | 2 | 0 | 1 | 3  | 2  | 1  | 6   |
| San Luis     | 3 | 1 | 1 | 1 | 4  | 3  | 1  | 4   |
| Chivas USA   | 3 | 0 | 1 | 2 | 2  | 4  | −2 | 1   |

## Grupo B
| Time                   | J | V | E | D | GP | GC | SG | Pts |
| ---------------------- | - | - | - | - | -- | -- | -- | --- |
| New England Revolution | 3 | 2 | 1 | 0 | 6  | 3  | 3  | 7   |
| Santos Laguna          | 3 | 1 | 1 | 1 | 5  | 5  | 0  | 4   |
| Atlas                  | 3 | 0 | 2 | 1 | 0  | 1  | −1 | 2   |
| Kansas City Wizards    | 3 | 0 | 2 | 1 | 2  | 4  | −2 | 2   |

## Semifinais
| 15 de Junho de 2009 19:00(horário local) | New England Revolution | 1-2 | Chicago Fire             | Gillette Stadium, Foxborough,Massachusetts |
|                                          | Jankauskas 44'         |     | McBride 34' · Blanco 63' | Público: 7,215                             |

| 15 de Junho de 2009 21:00(horário local) | Tigres UANL                           | 3-2 | Santos Laguna              | Gillette Stadium, Foxborough,Massachusetts |
|                                          | Molina 3' · Fonseca 19' · Batista 83' |     | Quintero 27' · Torres 91+' | Público: 7,215                             |

## Final
| 5 de Agosto de 2009 20:00 (horário local) | Chicago Fire | 1 - 1 | UANL       | Toyota Park, Bridgeview,Illinois |
|                                           | Nyarko 10'   |       | Itamar 43' | Público: 20,000                  |